# KK Joker
O Košarkaški klub Joker (em sérvio:  Кошаркашки клуб Џокер) é clube profissional de basquetebol sediado em Sombor, Sérvia. Foi fundado em 2002 e manda seus jogos no modesto Ginásio Mostanga com capacidade para 1.000 torcedores.

## História
A equipe fundada no ano de 2002 permaneceu nas divisões amadoras da Sérvia até a temporada 2021-22 disputando a 1.MRL (Prva Muska Regionalna Liga). As coisas mudaram após o envolvimento da Família de Nikola Jokić na administração do clube, fato que foi tão decisivo que após Jokić tornar-se MVP da NBA o clube foi renomeado de KK SO Koš para KK Joker em homenagem ao apelido do Jokić.
Os grandes êxitos vieram após essas mudanças e já na temporada 2021-22 venceram o grupo norte na 1.MRL, alcançando assim a promoção para a 2.MLS e já na temporada 2022-23 foi promovido para a KLS ao ser vice-campeão.
Na temporada 2023-24 ao terminar como 6º colocado, credenciou-se a jogar também a segunda divisão da Liga Adriática, liga regional que congrega equipes de países que compunham a Jugoslávia.

### Histórico de temporadas
| Temporada | Nível | Liga  | Pos. | J     | PL | Resultado          | Copa | Competições internacionais |
| --------- | ----- | ----- | ---- | ----- | -- | ------------------ | ---- | -------------------------- |
| 2015-16   | 4     | 2.MRL | 9    |       |    |                    |      |                            |
| 2016-17   | 4     | 2.MRL |      |       |    |                    |      |                            |
| 2017-18   | 4     | 2.MRL |      |       |    |                    |      |                            |
| 2018-19   | 4     | 2.MRL |      |       |    |                    |      |                            |
| 2019-20   | 4     | 2.MRL |      |       |    |                    |      |                            |
| 2020-21   | 3     | 1.MRL | 1    | 12-2  |    |                    |      |                            |
| 2021-22   | 3     | 1.MRL | 1    | 13-1  |    | PromovidoCampeão   |      |                            |
| 2022-23   | 2     | 2.MLS | 2    | 11-3  |    | Promovidofinalista |      |                            |
| 2023-24   | 1     | KLS   | 6    | 16-14 |    |                    |      |                            |
| 2024-25   | 1     | KLS   |      |       |    |                    |      | R ABA 2                    |

fonte:eurobasket.com